# Мавзолей Цинь Шихуанди
Мавзолей Цинь Шихуанди (Chinese: 秦始皇陵; pinyin: Qínshǐhuáng Líng) расположен в районе Линьтун города Сиань, провинции Шэньси. Погребальный комплекс площадью 56 км² строился более 38 лет (с 246 по 208 год до н. э.), и находится под курганом, высотой 76 метров в форме усеченной пирамиды с основанием 350х345 метров. Мавзолей возведен по образцу столицы Циньской империи Сяньян. Этот комплекс разделен на внешний (6,3 км) и внутренний (2,5 км) город.
Благодаря экспедициям и научным исследованиям в 1932 году была замечена первая глиняная фигура сидящего человека недалеко от Лишань. К 60-м годам XX века были найдены еще несколько статуй, ряд построек и захоронений. В 1974 году мавзолей был обнаружен сианьскими крестьянами. Начались археологические раскопки, в результате которых была обнаружена терракотовая армия, служащая гарнизоном мавзолея. На данный момент сама гробница не раскопана. Археологи изучают некрополь вокруг гробницы, включая Терракотовую армию к востоку от кургана, которая до сих пор до конца не исследована.

## История
Строительство мавзолея началось в 246 г. до н. э., когда Цинь Шихуанди было всего 13 лет.  Полномасштабное строительство началось только после завоевания шести крупных государств и объединения Китая в 221 г. до н. э., в результате в распоряжении центральной власти сосредоточилось большое количество ресурсов. Место гробницы было выбрано недалеко от района Чжиян, где покоились отец и дед императора согласно традиции захоронения с запада на восток. Мавзолей расположен в соответствии с требованиями фэншуй: с севера защищен рекой Вэйхэ, с юга обрамлен горами.  Подробное описание погребального комплекса, биография Цинь Шихаунди содержатся в "Исторических записках" ("Ши цзи") известного историка древности Сыма Цяня. 
"В девятой луне [прах] Ши-хуана погребли в горе Лишань. Ши-хуан, впервые придя к власти, тогда же стал пробивать гору Лишань и устраивать в ней [склеп]; объединив Поднебесную, [он] послал туда со всей Поднебесной свыше семисот тысяч преступников. Они углубились до третьих вод, залили [стены] бронзой и спустили вниз саркофаг. Склеп наполнили перевезенные и опущенные туда [копии] дворцов, [фигуры] чиновников всех рангов, редкие вещи и необыкновенные драгоценности. Мастерам приказали сделать луки-самострелы, чтобы, [установленные там], они стреляли в тех, кто попытается прорыть ход и пробраться [в усыпальницу]. Из ртути сделали большие и малые реки и моря причем ртуть самопроизвольно переливалась в них. На потолке изобразили картину неба, на полу очертания земли. Светильники наполнили жиром жэнь-юев в расчете, что огонь долго не потухнет. Эр-ши (второй император) сказал: «Всех бездетных обитательниц хоугуна покойного императора прогонять не должно», — и приказал всех их захоронить вместе с покойником. Погибших было множество. Когда гроб императора уже спустили вниз, кто-то сказал, что мастера, делавшие все устройства и прятавшие [ценности], знают все и могут проболтаться о скрытых сокровищах. Поэтому, когда церемония похорон завершилась и все было укрыто, заложили среднюю дверь прохода, после чего спустили наружную дверь, наглухо замуровав всех мастеровых и тех, кто наполнял могилу ценностями, так что никто оттуда не вышел. [Сверху] посадили траву и деревья, [чтобы могила] приняла вид обычной горы".

— Сыма Цянь, Исторические записки, Глава 6. 

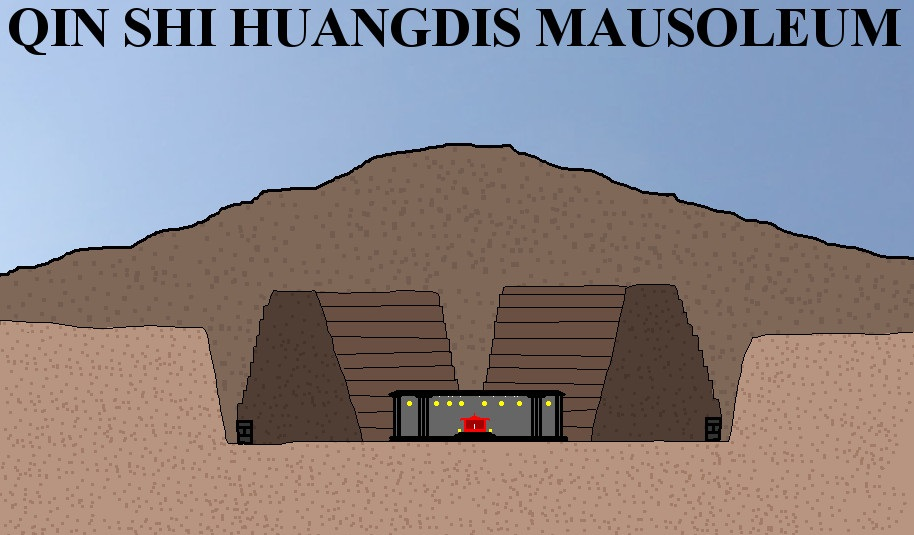
Схематическая планировка погребального комплекса

Некоторые ученые полагают, что утверждение «углубились до третьих вод» нельзя воспринимать буквально, и оно носит лишь образный характер.  Также остается неясным значение слова «жэнь-юй», жиром которых наполнили светильники. 人鱼 (жэнь юй) в современном китайском языке эти иероглифы обозначают русалку, дюгоня, морскую корову, гигантскую саламандру и сирену (в мифологии). 

Во время строительства мавзолея Цинь Щихуанди вспыхнуло крестьянское восстание, поэтому Чжан Хань передислоцировал 700 000 человек, строивших погребальный комплекс, чтобы подавить восстание (строительство на некоторое время приостановилось). 
"Когда Сян Юй вступил в Дунгуань, то он вскрыл [могилу]; 300 тыс. человек за 30 дней не могли переместить все сокровища, которые были внутри. Затем пришли воры и разбойники [из мест] к востоку от Дунгуань, чтобы выплавлять медь из хранилищ; пастухи пришли туда, чтобы пасти овец. Пожар продолжался 90 дней без перерыва".

— Ли Даоюань, Шуй цзин чжу. 
Никаких веских доказательств разрушения мавзолея найдено не было, хотя были выявлены следы пожара в ямах, где как раз размещались Терракотовые воины. 
В 1987 году мавзолей Цинь Шихуанди и Терракотовая армия были внесен в список Всемирного наследия. 

## Открытие Терракотовой армии

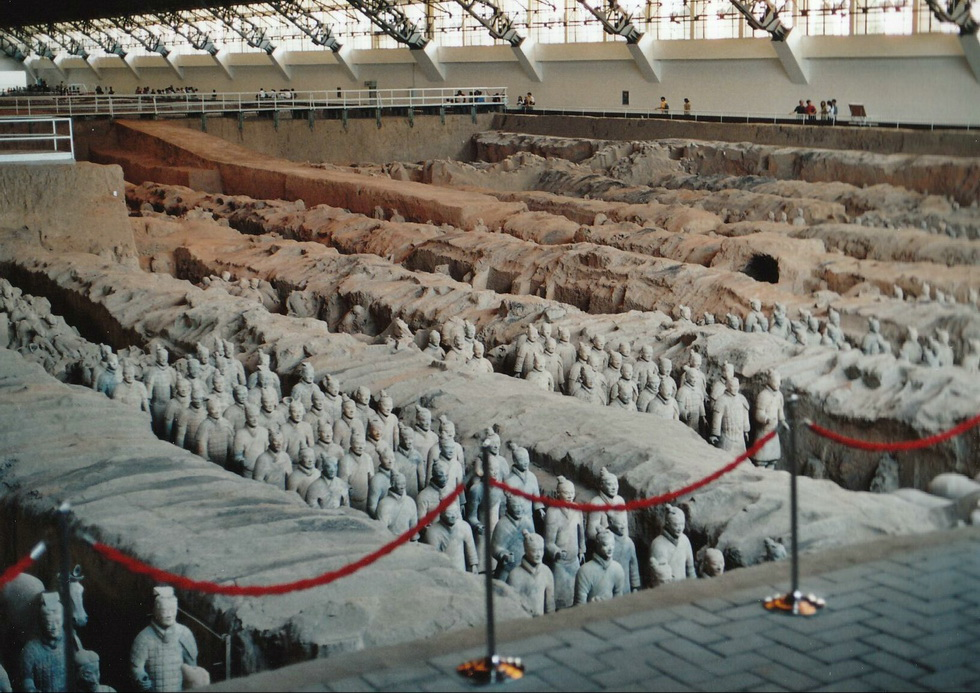
Терракотовая армия

В марте 1974 года семеро человек (фермер Ян Чжифа со своими пятью братьями и их соседом Ван Пучжи) копали колодец недалеко от горы Лишань. Крестьяне наткнулись на статую, которую сначала приняли за изображение Будды, также были найдены бронзовые наконечники для стрел, глиняная посуда и терракотовые кирпичи. Ян Чжифа решил извлечь выгоду из найденных предметов, но за две повозки с различными фрагментами и наконечниками получил только 10 юаней.  В том же году начались археологические раскопки.  Исследования происходили постепенно, с каждой новой вскрытой частью комплекса находили все большей керамических фигур, лошадей и тысячи других древних артефактов.  В результате было найдено порядка 8000 терракотовых воинов, сотни деревянных и бронзовых колесниц, оружие.  1 октября 1979 года состоялось открытие одного хранилища для посетителей, в котором располагалось 6000 фигур, выстроенных в соответствии с древним боевым порядком. Примечательно, что у каждого солдата уникальные черты лица, прически и жесты. 

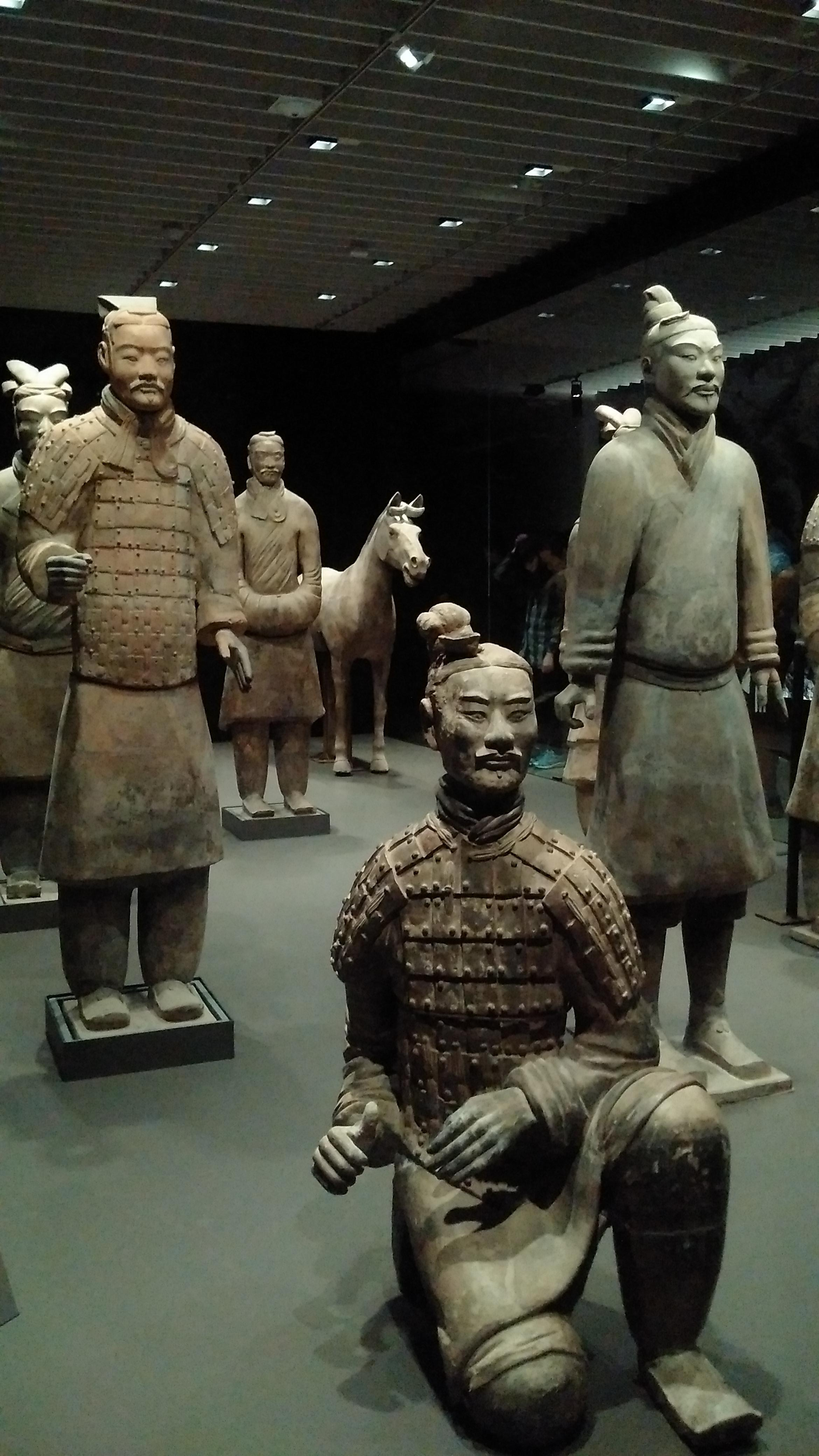
Терракотовые воины с лошадью

Однако не все ученые радостно восприняли новость о такой ценной и древней находке, некоторые отнеслись скептически, считая, что подробное описание мавзолея Цинь Шихуанди в "Исторических записках"  сильно преувеличено. 

## Археологические исследования
Помимо большего количества ценных культурных реликвий оказалась найдена мощная защитная дамба вокруг южной части гробницы, нижняя сторона которой (сохранившаяся толщина до 17 метров) была из плотной глины, а верхняя (до 21 метра) состояла из довольно утрамбованной земли. Вдобавок обнаружили сконструированную рабочими систему водоотвода от могильного кургана с западной стороны, найден ряд подземных каналов и естественных водостоков. В мавзолее Цинь Шихуанди еще находились гробницы сыновей императора и различные захоронения, которые располагались в нескольких километрах от комплекса.  
"Подземные хоромы, воспроизводившие реальный императорский дворец, располагаются под курганом (гора Лишань) в южной части внутреннего «города», в рамках которого сосредоточено большинство строений и памятников. Во внутреннем городе обнаружена «конюшня», «зверинец» (31 яма с гробами для птиц и редких животных), «скотный двор» (с костями домашних животных и птиц), пруд, берега которого оформляли бронзовые ступени и украшали 46 бронзовых скульптур водоплавающих птиц (журавлей, лебедей и гусей), 48 могил императорских наложниц и три здания, в которых жили чиновники, ответственные за погребальный парк и храмы.
В западной и восточной стенах внешнего города были оборудованы большие ворота и галереи с башенками. За пределами внешней стены нашли 98 камер с «яслями» для лошадей и другого скота, производственные площадки (для обработки камня, для обжига керамики) и сотни могил сопогребенных.
Поскольку полное одновременное вскрытие огромной площади невозможно, то в настоящее время уточнение подземной топографии памятника осуществляется за счет активного бурения разведочных шурфов с последующими локальными раскопками обнаруженных объектов. В последнее время именно благодаря такой методике выявлены многочисленные хозяйственные структуры, изучена конструкция стен и ворот, а также дренажной системы".

— С.А. Комиссаров, О.А. Хачатурян, Мавзолей императора Цинь Шихуанди, Глава 1. 
В погребальном комплексе также были выявлены аномально высокие уровни ртути, что служит доказательством слов Сыма Цяня о том, что ртуть использовалась для моделирования водных путей в мавзолее Цинь Шихуанди.  Однако некоторые археологи полагают, что при раскопке гробницы ртуть быстро испарится. Были проведены замеры в разных точках, и во всех, кроме одного места, показатели достигали среднего значения. Существует также мнение, что повышенное содержание ртути образовалось из-за промышленного загрязнения в 1978-1980 годах. 
Однако, стоит отметить, что первый император отчаянно хотел заполучить рецепт "эликсира вечной жизни" и поручил жителям Китая его срочно отыскать. Нельзя отрицать тот факт, что столь ярое желание стать бессмертным и могло погубить Цинь Шихуанди в 49 лет. Причина смерти — отравление ртутью, которая вероятно содержалась в "эликсире вечной молодости". Согласно хроникам, император в последние годы жизни употреблял соединение ртути и серы. 

## Мнения о возможных раскопках
С момента как мавзолей был обнаружен, и начали проводиться активные раскопки, археологи разделились на две группы. Одни полагают, что необходимо исследовать саму гробницу первого императора объединенного Китая Цинь Шихуанди по следующим причинам:
- погребальный комплекс находится в сейсмически опасной зоне, поэтому для сохранения экспонатов в первоначальном виде необходимо их быстрее раскопать;
- открытие мавзолея для посетителей повысит туристический поток в этом регионе;
- чтобы избежать самовольных изучений могил и их ограбления.[20]

Другие ученые категорически не согласны. Они считают, что пока не существует таких технологий, которые могут позволить раскопать сам мавзолей императора и ничего не повредить, учитывая сложную планировку под курганом. Звучало предложение сначала исследовать гробницу предположительно внука Цинь Шихуанди, но оно было отклонено Государственным управлением культурного наследия, потому что даже такие раскопки могут нанести вред захоронению первого императора. По мнению этих ученых, необходимо разработать детальный план, прежде чем приступать к столь важным раскопкам. К тому же при начальном изучении Терракотовой армии археологам не удалось сохранить верхний слой краски на фигурах, что привело к быстрой потере цвета при взаимодействии с воздухом.